# تونی بارتون
تونی بارتون (انگلیسی: Tony Burton؛ زادهٔ ۲۳ مارس ۱۹۳۷) یک هنرپیشه، و ورزشکار اهل ایالات متحده آمریکا بود. وی از سال ۱۹۵۷ میلادی تا پایان عمر مشغول فعالیت بود.
از فیلم‌ها یا برنامه‌های تلویزیونی که وی در آن نقش داشت می‌توان به راکی ۵، درخشش، راکی، راکی ۳، راکی ۴، حمله به کلانتری ۱۳، راکی ۲، راکی بالبوآ، راکی، قهرمانان اشاره کرد.